# Plouénan
Plouénan település Franciaországban, Finistère megyében. Lakosainak száma 2588 fő (2022. január 1.). Plouénan Guiclan, Mespaul, Plougoulm, Plouvorn, Saint-Pol-de-Léon és Taulé községekkel határos.

## Népesség
A település népességének változása:
| Lakosok száma | 2642 | 2510 | 2356 | 2413 | 2517 | 2490 | 2510 | 2535 | 2539 | 2588 |
|               | 1968 | 1982 | 1990 | 2006 | 2013 | 2015 | 2017 | 2019 | 2020 | 2022 |